# Енисейские языки

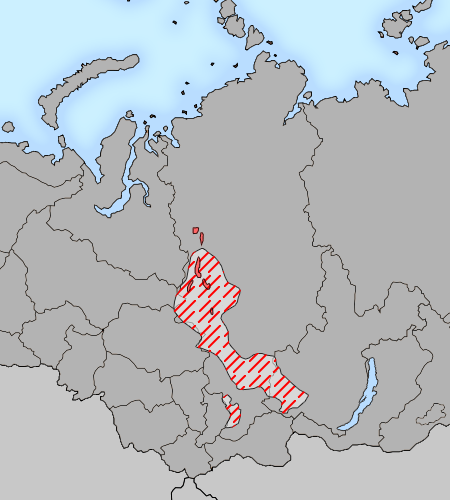
Географическое распространение енисейских языков в XVII веке (штриховка) и в конце XX века (сплошной фон)

Енисе́йские языки — семья исчезающих языков в центральной Сибири вдоль Енисея.

## История изучения
Начало систематизированному изучению енисейских языков было положено П. С. Палласом в конце XVIII века по материалам записей русских купцов и путешественников, а также собственных научных экспедиций. Собранные им материалы по лексикону енисейских языков (основные существительные, термины родства, числительные, зоонимы, флоронимы, глаголы и др.) ныне представляют исключительную научную ценность.
Енисейские народности (арины, ассаны, кеты, котты, пумпоколы и юги) были впервые объединены под общим названием Ю. Клапротом (1823). В середине XIX века М. А. Кастреном были приведены бесспорные доказательства их языкового родства. Он же впервые использовал термин «енисейский» для обозначения языков этих народностей. Для обозначения всей семьи енисейских языков термин закрепился в 1950—1960-х годах. Долгое время енисейские языки относили к финно-угорской языковой семье. Впоследствии, со введением в середине XX века в оборот термина «индоевропейские языки», енисейские языки причислили к ним (впоследствии, однако, этот аспект был пересмотрен и их стали рассматривать как отдельную группу вне индоевропейской языковой семьи).
Всего лишь два языка из этой семьи сохранялись в XX столетии, кетский и югский (вымерший к концу века). Коттский язык вымер в XIX веке, аринский, ассанский и пумпокольский — в XVIII веке. К енисейской семье, по-видимому, принадлежали также языки буклинцев, байкотцев, яринцев, ястинцев, ашкиштимов и койбалкиштимов, о чём можно судить из записей царских собирателей ясака XVII века, однако от самих языков ничего не сохранилось, кроме нескольких личных имён.
Разными лингвистами сохранившиеся енисейские языки сравнивались с такими языками, как баскский, бурушаски, язык американских индейцев кечуа и т. д. В феврале 2008 года на лингвистическом симпозиуме в Фэрбанксе (штат Аляска) Э. Вайдой была выдвинута получившая значительную поддержку гипотеза, устанавливающая родство енисейских языков с североамериканской семьёй на-дене. Это предположение высказывалось и ранее.
Марк Сиколи и Гарри Холтон на основе сравнения языков енисейской семьи и языков на-дене выяснили, что миграция через Берингию скорее всего была двунаправленной.
Неоднократно высказывались предположения, что на енисейских языках могли говорить кочевые племена севера Китая, известные из древних китайских источников: сюнну, динлины, цзе. В частности, видным сторонником подобных теорий является А. В. Вовин.

## Классификация
- Южноенисейские
  - Ассано-коттская группа
    - ассанский †
    - коттский †

  - Арино-пумпокольская группа
    - аринский †
    - пумпокольский †
- Североенисейские
  - Кетско-югская группа
    - кетский
    - югский †

(† — мёртвый язык)

## Примеры сравнения лексики
| Некоторые существительные родственных языков енисейской семьи | Некоторые существительные родственных языков енисейской семьи | Некоторые существительные родственных языков енисейской семьи | Некоторые существительные родственных языков енисейской семьи | Некоторые существительные родственных языков енисейской семьи | Некоторые существительные родственных языков енисейской семьи | Некоторые существительные родственных языков енисейской семьи | Некоторые существительные родственных языков енисейской семьи | Некоторые существительные родственных языков енисейской семьи | Некоторые существительные родственных языков енисейской семьи | Некоторые существительные родственных языков енисейской семьи | Некоторые существительные родственных языков енисейской семьи | Некоторые существительные родственных языков енисейской семьи | Некоторые существительные родственных языков енисейской семьи |
|                                                               | бог                                                           | небо                                                          | вечер                                                         | лес                                                           | дерево                                                        | земля                                                         | глина                                                         | поле                                                          | снег                                                          | вода                                                          | ветер                                                         | дух                                                           | вино                                                          |
| ------------------------------------------------------------- | ------------------------------------------------------------- | ------------------------------------------------------------- | ------------------------------------------------------------- | ------------------------------------------------------------- | ------------------------------------------------------------- | ------------------------------------------------------------- | ------------------------------------------------------------- | ------------------------------------------------------------- | ------------------------------------------------------------- | ------------------------------------------------------------- | ------------------------------------------------------------- | ------------------------------------------------------------- | ------------------------------------------------------------- |
| Аринский                                                      | еc                                                            | эc                                                            | пись                                                          | още                                                           |                                                               |                                                               | тьюбурунг                                                     | кья́ба                                                         | тье                                                           |                                                               | паи                                                           |                                                               | арага́                                                         |
| Коттский                                                      | еш                                                            |                                                               | пи́чига                                                        | акь                                                           |                                                               | панг                                                          |                                                               | карерь                                                        | тикь                                                          | уль                                                           |                                                               |                                                               |                                                               |
| Ассанский                                                     | эc, эш                                                        | эш                                                            | пиджига                                                       | енаӷа́й                                                        |                                                               | панг                                                          | тьӷу                                                          | ка́рань                                                        | тикь, тыгь                                                    | уль                                                           | бей                                                           |                                                               |                                                               |
| Имбатский                                                     | ес                                                            | ес                                                            | бись                                                          | акь                                                           | оксе                                                          | бах                                                           |                                                               | лямь                                                          | беть                                                          | уль                                                           | бей                                                           |                                                               | бино                                                          |
| Пумпокольский                                                 | еч                                                            | еч                                                            | бичидинь, бись                                                | акь                                                           | оксы                                                          | бинг                                                          |                                                               | ембагь                                                        | тыгь, бечь                                                    | уль                                                           |                                                               | бей                                                           | бино                                                          |
| Примечание                                                    | [ 7 ] [ 8 ]                                                   | [ 7 ] [ 8 ]                                                   | [ 9 ]                                                         | [ 10 ] [ 11 ] [ 12 ]                                          | [ 13 ]                                                        | [ 14 ] [ 15 ] [ 16 ]                                          | [ 17 ]                                                        | [ 18 ] [ 19 ]                                                 | [ 20 ]                                                        | [ 21 ]                                                        | [ 22 ]                                                        | [ 22 ] [ 23 ]                                                 | [ 24 ] [ 15 ]                                                 |

### Слова, обозначающие родство
| Термины родства языков енисейской семьи | Термины родства языков енисейской семьи   | Термины родства языков енисейской семьи | Термины родства языков енисейской семьи | Термины родства языков енисейской семьи   | Термины родства языков енисейской семьи | Термины родства языков енисейской семьи   | Термины родства языков енисейской семьи   | Термины родства языков енисейской семьи | Термины родства языков енисейской семьи | Термины родства языков енисейской семьи   | Термины родства языков енисейской семьи   | Термины родства языков енисейской семьи   |
|                                         | отец                                      | мать                                    | сын                                     | дочь                                      | брат                                    | сестра                                    | муж                                       | жена                                    | девочка                                 | мальчик                                   | дитя                                      | человек                                   |
| --------------------------------------- | ----------------------------------------- | --------------------------------------- | --------------------------------------- | ----------------------------------------- | --------------------------------------- | ----------------------------------------- | ----------------------------------------- | --------------------------------------- | --------------------------------------- | ----------------------------------------- | ----------------------------------------- | ----------------------------------------- |
| Аринский                                | ипя, бъяп                                 | бя́мя                                    | бикял                                   | бик-ялья                                  | бамага́л                                 | бамагалья                                 | бикъярьят                                 | бикӷама́л                                | бикъялья                                | бикъял                                    | алполат                                   | кьит                                      |
| Коттский                                | оп                                        | ама                                     | пуп                                     | пфеум                                     | побе́ш                                   | побеча (ст.), пїеча (мл.)                 | ӷаткит                                    | али́т                                    | ли́тюли                                  | яка́т                                      | пуп                                       | илит                                      |
| Ассанский                               | оп                                        | ама                                     | пуп                                     | пун                                       | побе́ш                                   | побеш                                     | ӷадкипь                                   | алит                                    | алитъяли                                | ялѝ                                       | ялы                                       | ӷи́т                                       |
| Имбатский                               | об                                        | ам                                      | бып                                     | бьун                                      | биссеп                                  | биссе́п                                    | бтет                                      | бги́м                                    | химъдю́л                                 | дюл                                       | дул                                       | кет                                       |
| Пумпокольский                           | аб                                        | ам                                      | фалла                                   | пи́кола                                    | акил (ст.), бичь (мл.)                  | хей-кит (ст.), бичь (мл.)                 | илзет                                     | илзем                                   | пикола                                  | фалла                                     | хилу́нгла                                  | кит                                       |
| Примечание                              | [ 25 ] [ 26 ] [ 27 ] [ 28 ] [ 29 ] [ 30 ] | [ 31 ] [ 32 ] [ 33 ]                    | [ 34 ] [ 35 ] [ 36 ] [ 37 ] [ 38 ]      | [ 34 ] [ 39 ] [ 40 ] [ 41 ] [ 42 ] [ 43 ] | [ 44 ] [ 45 ] [ 46 ] [ 47 ] [ 48 ]      | [ 44 ] [ 45 ] [ 49 ] [ 50 ] [ 47 ] [ 51 ] | [ 34 ] [ 52 ] [ 53 ] [ 54 ] [ 55 ] [ 56 ] | [ 34 ] [ 57 ] [ 58 ] [ 55 ] [ 59 ]      | [ 34 ] [ 60 ] [ 61 ] [ 42 ] [ 62 ]      | [ 34 ] [ 63 ] [ 64 ] [ 65 ] [ 37 ] [ 66 ] | [ 67 ] [ 35 ] [ 64 ] [ 68 ] [ 61 ] [ 69 ] | [ 70 ] [ 71 ] [ 72 ] [ 73 ] [ 74 ] [ 75 ] |

### Числительные
| Числительные языков енисейской семьи | Числительные языков енисейской семьи | Числительные языков енисейской семьи | Числительные языков енисейской семьи | Числительные языков енисейской семьи | Числительные языков енисейской семьи | Числительные языков енисейской семьи | Числительные языков енисейской семьи  | Числительные языков енисейской семьи  | Числительные языков енисейской семьи | Числительные языков енисейской семьи  | Числительные языков енисейской семьи | Числительные языков енисейской семьи |
|                                      | 1                                    | 2                                    | 3                                    | 4                                    | 5                                    | 6                                    | 7                                     | 8                                     | 9                                    | 10                                    | 100                                  | 1000                                 |
| ------------------------------------ | ------------------------------------ | ------------------------------------ | ------------------------------------ | ------------------------------------ | ------------------------------------ | ------------------------------------ | ------------------------------------- | ------------------------------------- | ------------------------------------ | ------------------------------------- | ------------------------------------ | ------------------------------------ |
| Аринский                             | кӷузей                               | ки́на                                 | тьюнга                               | ша́га                                 | ка́ла                                 | эгга                                 | ынья                                  | кинаманчау́                            | кӷусаманчау                          | кӷо́а                                  | иусь                                 | н/д                                  |
| Коттский                             | ӷуча                                 | инья                                 | тонга                                | че́га                                 | ке́га                                 | келуча                               | кели́на                                | хелто́нга                              | ӷучабуна́га                           | ӷа́га                                  | алчиньтамши                          | н/д                                  |
| Ассанский                            | га́уту                                | инеэ                                 | тонгья                               | шеггïангь                            | геигьянгь                            | геилу́джïангь                         | геилинïангь                           | гейлтанеïангь                         | годжибунагïангь                      | ӷачïангь                              | алчиньтамшу                          | н/д                                  |
| Имбатский                            | хузамь                               | ынамь                                | донгамь                              | сïа́мь                                | кагьамь                              | агамь                                | энӷамь                                | ымемь-бэнземь-хоемь                   | хуземь-бэнземь-хоемь                 | ко́гомь                                | ки́ӷя                                 | когакиӷя                             |
| Пумпокольский                        | ху́та                                 | нинеангь                             | донга                                | цї́анг                                | хе́илангь                             | аггьянгь                             | оньянгь                               | ӷинбассïангь                          | ху́та-ямосса-хайянгь                  | хайянгь                               | утамса                               | ха-утамса                            |
| Примечание                           | [ 76 ] [ 77 ] [ 78 ] [ 79 ] [ 80 ]   | [ 81 ] [ 82 ] [ 83 ] [ 84 ] [ 85 ]   | [ 86 ] [ 87 ] [ 88 ]                 | [ 89 ] [ 90 ] [ 91 ] [ 92 ] [ 93 ]   | [ 94 ] [ 95 ] [ 96 ] [ 97 ] [ 49 ]   | [ 98 ] [ 99 ] [ 96 ] [ 100 ] [ 101 ] | [ 84 ] [ 102 ] [ 96 ] [ 103 ] [ 104 ] | [ 81 ] [ 105 ] [ 96 ] [ 106 ] [ 107 ] | [ 76 ] [ 77 ] [ 108 ] [ 79 ] [ 80 ]  | [ 76 ] [ 109 ] [ 78 ] [ 110 ] [ 111 ] | [ 112 ] [ 113 ] [ 114 ] [ 115 ]      | [ 116 ] [ 117 ]                      |